# Mariano Pavone
Hugo Mariano Pavone (Tres Sargentos, Carmen de Areco, Buenos Aires, 27 de mayo de 1982) es un exfutbolista argentino, jugaba como delantero y su último club fue Quilmes Atlético Club. Se retiró en dicho club el 12 de febrero de 2023 tras jugar los primeros nueve minutos en el encuentro que el Cervecero disputó contra Deportivo Riestra.

## Trayectoria futbolística

### Comienzos
Se inició en una escuela de fútbol de su ciudad natal y llegó a Boca Juniors a través de una prueba en la cual quedó seleccionado. Fue máximo goleador en ese club, en 8.ª y 9.ª división al poco tiempo paso a Estudiantes de La Plata, donde ya jugaba su hermano, Gonzalo Pavone. Al cabo de un año de tratamiento por una enfermedad, se ganó la titularidad en las juveniles del club, con el que fue campeón y goleador del torneo de 4.ª división.

### Debut y años en Estudiantes de La Plata
Tras ese logro comenzó a jugar en Reserva y, el 30 de octubre de 2000, debutó con Néstor Oscar Craviotto en la Primera División en un cotejo correspondiente al Torneo Apertura de ese año, en el cual Estudiantes derrotó a Belgrano (2-0) con tantos de Ernesto Farías.
Ya afianzado como titular indiscutido en el equipo, primero con Carlos Salvador Bilardo y luego con Reinaldo «Mostaza» Merlo como entrenadores, en el Torneo Clausura 2005 finalizó como máximo goleador del campeonato con 16 tantos, hecho que hizo que varios clubes del país y de ligas europeas se fijaran en él como posible refuerzo. También logró esa distinción en la Copa Libertadores 2006, en la que su equipo fue eliminado en cuartos de final.
Luego, en el Apertura 2006, se consagró campeón con Estudiantes, tras derrotar en la final del torneo a Boca Juniors, por 2-1, partido en el cual, además, Pavone anotó el segundo y decisivo gol para el club de La Plata, aprovechando la mala salida del arquero Aldo Bobadilla y definiendo de cabeza. En este club marcó 57 tantos (51 en campeonatos nacionales y 6 en internacionales) en 181 encuentros, con un promedio de 0,31 goles por partido.

### Real Betis
A mediados de 2007 fue transferido al Betis de España, equipo con el que descendió a la Segunda División de España, en mayo de 2009, tras empatar 1-1 con el Real Valladolid, partido en el que Pavone ingresó en los minutos finales.

### River, Lanús y Cruz Azul
En enero de 2009, varios clubes del fútbol argentino, como Vélez Sarsfield, Racing Club, San Lorenzo de Almagro, Independiente, Estudiantes de La Plata y River Plate se interesaron en repatriar al futbolista al país. A este último club se incorporó finalmente en julio de 2010, a préstamo y por un año, descendiendo en 2011, Pavone falló un penal en el minuto 24 del partido decisivo ante Belgrano de Córdoba, como le ocurriera en el Betis, a la Segunda División. Luego se desempeñó en Lanús, en la temporada 2011-12.

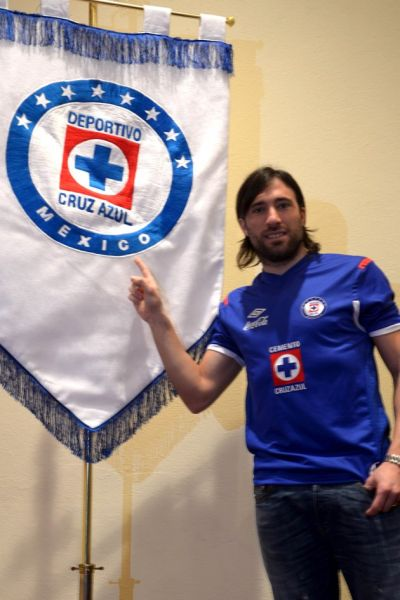
Pavone fichando con el C. F. Cruz Azul en 2012.

En 2012 se integró al plantel Cruz Azul para disputar la Primera División de México, con el club obtuvo la Copa MX Clausura 2013 y la Concacaf Liga Campeones 2013-14.

### Vélez, Estudiantes y Quilmes
En enero de 2015, fue incorporado por Vélez Sarsfield para disputar el Campeonato de Primera División 2015, club al que retornó en la siguiente temporada luego de haber sido cedido, por seis meses, a Racing Club.
Para la Superliga 2017-18, finalizó su vínculo con Vélez Sarsfield y retornó al club donde debutó profesionalmente: Estudiantes de La Plata. Allí disputó la Copa Sudamericana 2017 y la Copa Libertadores 2018. Sus cuatro goles en estos dos torneos lo convierten, actualmente, en uno de los tres máximos goleadores de la historia de esta institución en competiciones internacionales.
El 30 de diciembre de 2019, firmó un contrato con el Quilmes Atlético Club, equipo de la Primera B Nacional. En su estadía en el club del sur marcó 16 goles en 78 presencias a lo largo de 3 años.

### Retiro
El 9 de enero de 2023, cerca de terminar su contrato con Quilmes anunció su retiro del fútbol profesional. 

## Selección nacional
En abril de 2007 fue convocado por Alfio Basile para integrar la Selección Argentina que enfrentó a su par de Chile, en un partido amistoso jugado en el Estadio Mundialista de Mendoza que terminó 0-0.

## Estadísticas

### Clubes
| Club | Div.                | Temporada           | Liga  | Liga  | Liga   | Copas nacionales(1) | Copas nacionales(1) | Copas nacionales(1) | Torneos internacionales(2) | Torneos internacionales(2) | Torneos internacionales(2) | Otras competiciones(3) | Otras competiciones(3) | Otras competiciones(3) | Total | Total | Total  | Media goleadora(3) |
| Club | Div.                | Temporada           | Part. | Goles | Asist. | Part.               | Goles               | Asist.              | Part.                      | Goles                      | Asist.                     | Part.                  | Goles                  | Asist.                 | Part. | Goles | Asist. | Media goleadora(3) |
| --- | ------------------- | ------------------- | ----- | ----- | ------ | ------------------- | ------------------- | ------------------- | -------------------------- | -------------------------- | -------------------------- | ---------------------- | ---------------------- | ---------------------- | ----- | ----- | ------ | ------------------ |
| Estudiantes LP Argentina | 1.ª                 | 2000-01             | 7     | 0     | 0      | —                   | —                   | —                   | —                          | —                          | —                          | —                      | —                      | —                      | 7     | 0     | 0      | 0,00               |
| Estudiantes LP Argentina | 1.ª                 | 2001-02             | 7     | 1     | 1      | —                   | —                   | —                   | —                          | —                          | —                          | —                      | —                      | —                      | 7     | 1     | 1      | 0,14               |
| Estudiantes LP Argentina | 1.ª                 | 2002-03             | 27    | 3     | 0      | —                   | —                   | —                   | —                          | —                          | —                          | —                      | —                      | —                      | 27    | 3     | 0      | 0.11               |
| Estudiantes LP Argentina | 1.ª                 | 2003-04             | 28    | 4     | 1      | —                   | —                   | —                   | —                          | —                          | —                          | —                      | —                      | —                      | 28    | 4     | 1      | 0.14               |
| Estudiantes LP Argentina | 1.ª                 | 2004-05             | 37    | 20    | 5      | —                   | —                   | —                   | —                          | —                          | —                          | —                      | —                      | —                      | 37    | 20    | 5      | 0.54               |
| Estudiantes LP Argentina | 1.ª                 | 2005-06             | 28    | 5     | 7      | —                   | —                   | —                   | 10                         | 6                          | 0                          | —                      | —                      | —                      | 38    | 11    | 7      | 0,28               |
| Estudiantes LP Argentina | 1.ª                 | 2006-07             | 35    | 17    | 4      | —                   | —                   | —                   | —                          | —                          | —                          | 1                      | 1                      | 0                      | 36    | 18    | 4      | 0,50               |
| Estudiantes LP Argentina | Total 1.ª etapa     | Total 1.ª etapa     | 169   | 50    | 18     | 0                   | 0                   | 0                   | 10                         | 6                          | 0                          | 1                      | 1                      | 0                      | 180   | 57    | 18     | 0.32               |
| Real Betis · España | 1.ª                 | 2007-08             | 30    | 8     | 4      | 2                   | 2                   | 0                   | —                          | —                          | —                          | —                      | —                      | —                      | 32    | 10    | 4      | 0,31               |
| Real Betis · España | 1.ª                 | 2008-09             | 18    | 2     | 1      | 3                   | 0                   | 1                   | —                          | —                          | —                          | —                      | —                      | —                      | 21    | 2     | 2      | 0,09               |
| Real Betis · España | 2.ª                 | 2009-10             | 28    | 6     | 2      | 1                   | 1                   | 0                   | —                          | —                          | —                          | —                      | —                      | —                      | 29    | 7     | 2      | 0,24               |
| Real Betis · España | Total club          | Total club          | 76    | 16    | 7      | 6                   | 3                   | 1                   | 0                          | 0                          | 0                          | 0                      | 0                      | 0                      | 82    | 19    | 8      | 0,23               |
| River Plate Argentina | 1.ª                 | 2010-11             | 32    | 9     | 5      | —                   | —                   | —                   | —                          | —                          | —                          | 2                      | 1                      | 0                      | 34    | 10    | 5      | 0,29               |
| CA Lanús Argentina | 1.ª                 | 2011-12             | 29    | 10    | 0      | 1                   | 0                   | 0                   | 10                         | 4                          | 1                          | —                      | —                      | —                      | 40    | 14    | 1      | 0.35               |
| Cruz Azul · México | 1.ª                 | 2012-13             | 32    | 17    | 3      | 2                   | 1                   | 0                   | —                          | —                          | —                          | 6                      | 3                      | 0                      | 40    | 21    | 3      | 0,52               |
| Cruz Azul · México | 1.ª                 | 2013-14             | 31    | 8     | 4      | —                   | —                   | —                   | 8                          | 5                          | 1                          | 4                      | 2                      | 0                      | 43    | 15    | 5      | 0,34               |
| Cruz Azul · México | 1.ª                 | 2014                | 15    | 4     | 3      | —                   | —                   | —                   | 5                          | 1                          | 0                          | —                      | —                      | —                      | 20    | 5     | 3      | 0,25               |
| Cruz Azul · México | Total club          | Total club          | 78    | 29    | 10     | 2                   | 1                   | 0                   | 13                         | 6                          | 1                          | 10                     | 5                      | 0                      | 103   | 41    | 11     | 0,39               |
| Vélez Sarsfield Argentina | 1.ª                 | 2015                | 15    | 6     | 2      | 1                   | 1                   | 0                   | —                          | —                          | —                          | 1                      | 0                      | 0                      | 17    | 7     | 2      | 0.41               |
| Racing Club Argentina | 1.ª                 | 2015                | 14    | 2     | 0      | 4                   | 1                   | 0                   | —                          | —                          | —                          | —                      | —                      | —                      | 18    | 3     | 0      | 0,16               |
| Vélez Sarsfield Argentina | 1.ª                 | 2016                | 10    | 5     | 0      | 2                   | 2                   | 0                   | —                          | —                          | —                          | —                      | —                      | —                      | 12    | 7     | 0      | 0.58               |
| Vélez Sarsfield Argentina | 1.ª                 | 2016-17             | 26    | 13    | 2      | —                   | —                   | —                   | —                          | —                          | —                          | —                      | —                      | —                      | 26    | 13    | 2      | 0.5                |
| Vélez Sarsfield Argentina | Total club          | Total club          | 51    | 24    | 4      | 3                   | 3                   | 0                   | 0                          | 0                          | 0                          | 1                      | 0                      | 0                      | 55    | 27    | 4      | 0.49               |
| Estudiantes LP Argentina | 1.ª                 | 2017-18             | 21    | 4     | 0      | 2                   | 1                   | 0                   | 8                          | 4                          | 1                          | —                      | —                      | —                      | 31    | 9     | 1      | 0,29               |
| Estudiantes LP Argentina | 1.ª                 | 2018-19             | 21    | 3     | 0      | 3                   | 1                   | 0                   | —                          | —                          | —                          | —                      | —                      | —                      | 24    | 4     | 0      | 0,16               |
| Estudiantes LP Argentina | Total 2.ª etapa     | Total 2.ª etapa     | 42    | 7     | 0      | 5                   | 2                   | 0                   | 8                          | 4                          | 1                          | 0                      | 0                      | 0                      | 55    | 13    | 1      | 0.24               |
| Estudiantes LP Argentina | Total club          | Total club          | 211   | 57    | 18     | 5                   | 2                   | 0                   | 18                         | 10                         | 1                          | 1                      | 1                      | 0                      | 235   | 70    | 19     | 0.3                |
| Defensor Sporting · Uruguay | 1.ª                 | 2019                | 15    | 9     | 0      | —                   | —                   | —                   | —                          | —                          | —                          | —                      | —                      | —                      | 15    | 9     | 0      | 0,60               |
| Quilmes AC Argentina | 2.ª                 | 2020                | 5     | 0     | 0      | —                   | —                   | —                   | —                          | —                          | —                          | —                      | —                      | —                      | 5     | 0     | 0      | 0,00               |
| Quilmes AC Argentina | 2.ª                 | 2020                | 7     | 2     | 0      | —                   | —                   | —                   | —                          | —                          | —                          | 3                      | 3                      | 0                      | 10    | 5     | 0      | 0,50               |
| Quilmes AC Argentina | 2.ª                 | 2021                | 22    | 3     | 0      | —                   | —                   | —                   | —                          | —                          | —                          | 5                      | 1                      | 0                      | 27    | 4     | 0      | 0,14               |
| Quilmes AC Argentina | 2.ª                 | 2022                | 33    | 6     | 5      | 3                   | 1                   | 0                   | —                          | —                          | —                          | —                      | —                      | —                      | 36    | 7     | 5      | 0,19               |
| Quilmes AC Argentina | 2.ª                 | 2023                | 1     | 0     | 0      | —                   | —                   | —                   | —                          | —                          | —                          | —                      | —                      | —                      | 1     | 0     | 0      | 0,00               |
| Quilmes AC Argentina | Total club          | Total club          | 68    | 11    | 5      | 3                   | 1                   | 0                   | 0                          | 0                          | 0                          | 8                      | 4                      | 0                      | 79    | 16    | 5      | 0,20               |
| Total en su carrera | Total en su carrera | Total en su carrera | 574   | 167   | 49     | 24                  | 11                  | 1                   | 41                         | 20                         | 3                          | 22                     | 11                     | 0                      | 661   | 209   | 53     | 0.32               |
| (1) Las copas nacionales se refiere a la Copa Argentina, la Copa de la Superliga Argentina, la Copa del Rey y la Copa México. (2) Las copas internacionales se refiere a la Copa Libertadores, a la Copa Sudamericana, la Liga de Campeones de la UEFA, la Liga Europa de la UEFA y la Liga de Campeones de la Concacaf. (3) Media de goles por encuentro. No incluye goles en partidos amistosos. |                     |                     |       |       |        |                     |                     |                     |                            |                            |                            |                        |                        |                        |       |       |        |                    |

### Selección nacional
| Selección     | Año           | Amistosos | Amistosos | Eliminatorias | Eliminatorias | Mundial | Mundial | Copa América | Copa América | Total | Total |
| Selección     | Año           | Part.     | Goles     | Part.         | Goles         | Part.   | Goles   | Part.        | Goles        | Part. | Goles |
| ------------- | ------------- | --------- | --------- | ------------- | ------------- | ------- | ------- | ------------ | ------------ | ----- | ----- |
| Absoluta      | 2007          | 1         | 0         | -             | -             | -       | -       | -            | -            | 1     | 0     |
| Absoluta      | Total         | 1         | 0         | -             | -             | -       | -       | -            | -            | 1     | 0     |
| Total carrera | Total carrera | 1         | 0         | -             | -             | -       | -       | -            | -            | 1     | 0     |

## Palmarés

### Campeonatos nacionales
| Título           | Club                    | Sede         | Año    |
| ---------------- | ----------------------- | ------------ | ------ |
| Primera División | Estudiantes de La Plata | Buenos Aires | A-2006 |
| Copa México      | Cruz Azul               | Cancún       | 2013   |

### Campeonatos internacionales
| Título            | Club      | Sede   | Año  |
| ----------------- | --------- | ------ | ---- |
| Liga de Campeones | Cruz Azul | Toluca | 2014 |

### Distinciones individuales
| Distinción                                        | Año    |
| ------------------------------------------------- | ------ |
| Máximo goleador de la Primera División (16 goles) | C-2005 |
| Máximo goleador de la Copa Libertadores (5 goles) | 2006   |